# Représentations diplomatiques de la Grenade

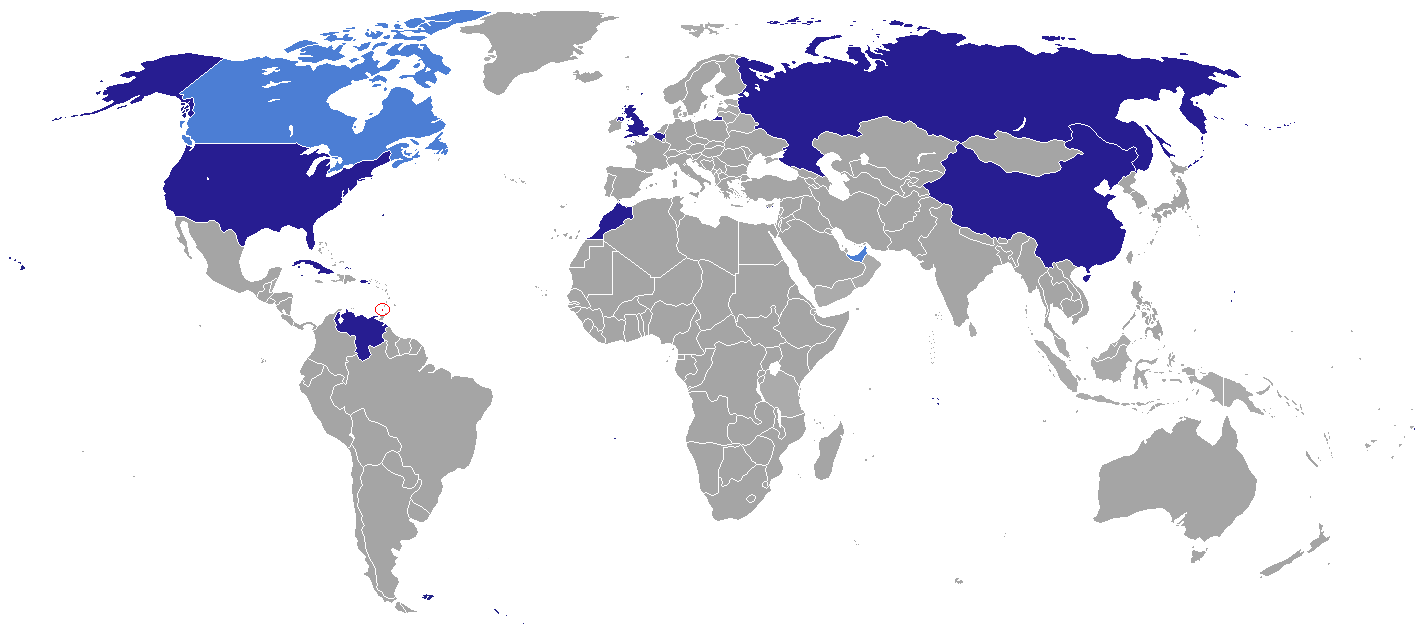
Emplacement des représentations diplomatiques de la Grenade :
Grenade
Ambassade ou Haut-commissariat

Ceci est une liste des représentations diplomatiques de la Grenade.

## Amérique
- Canada
  - Toronto (consulat général)[1]
- Cuba
  - La Havane (ambassade)
- États-Unis
  - Miami (consulat général)[2]
  - New York (consulat général)[3]
  - Washington (ambassade)[4]
- Venezuela
  - Caracas (ambassade)

## Asie
- Chine
  - Pékin (ambassade)[5]
- Émirats arabes unis
  - Dubaï (consulat général)[6],[7]
- Hong Kong
  - Hong Kong (consulat honoraire)[8],[9]

## Europe
- Belgique
  - Bruxelles (ambassade)
- Royaume-Uni
  - Londres (haut-commissariat (en))[10]
- Russie
  - Moscou (ambassade)[11]

## Organisations internationales
- ONU
  - Genève (mission permanente)
  - New York (mission permanente)
- Organisation des États américains
  - Washington (mission permanente)
- Union européenne
  - Bruxelles (Mission)

## Galerie

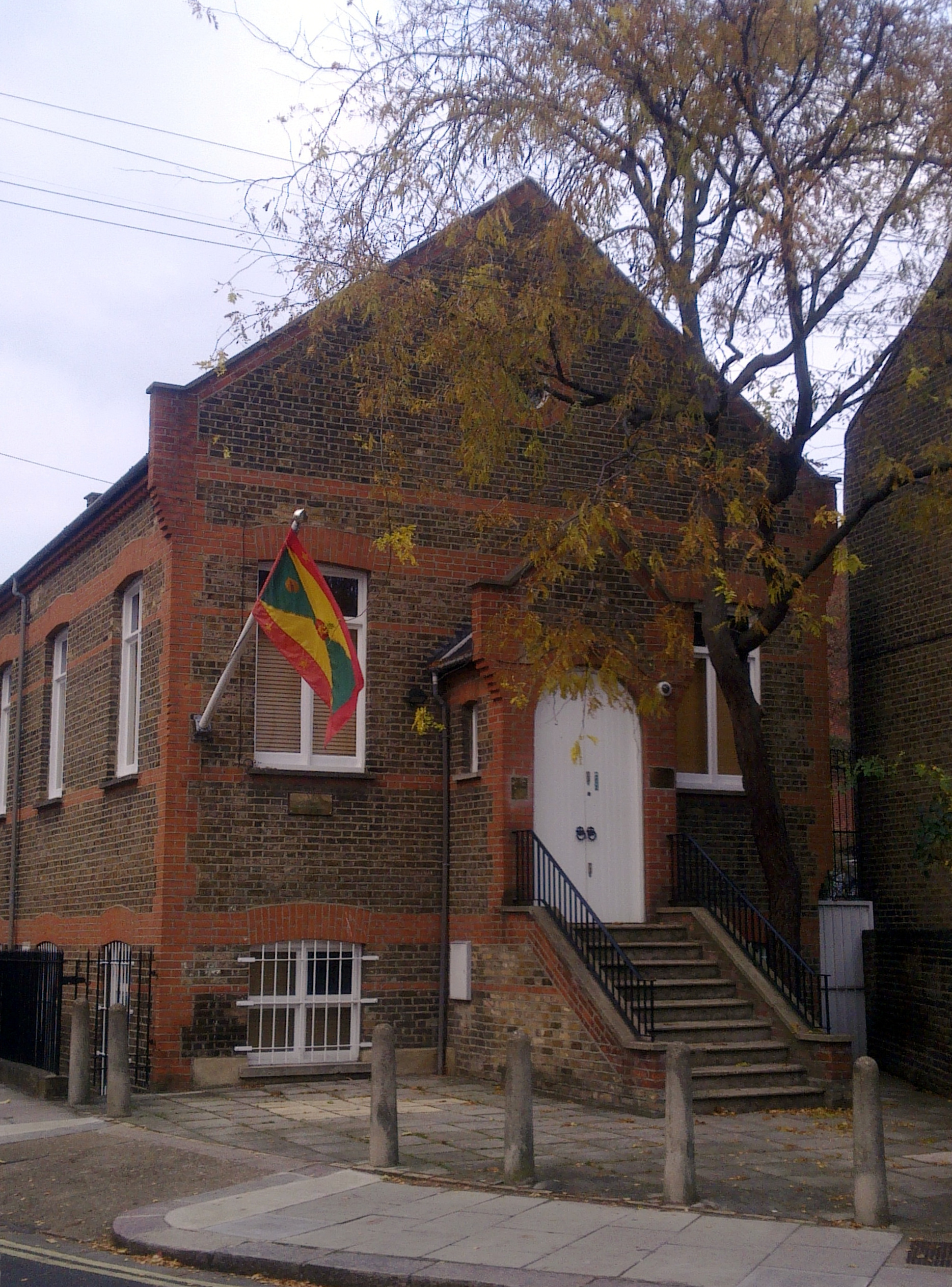
Haut-commissariat à Londres.
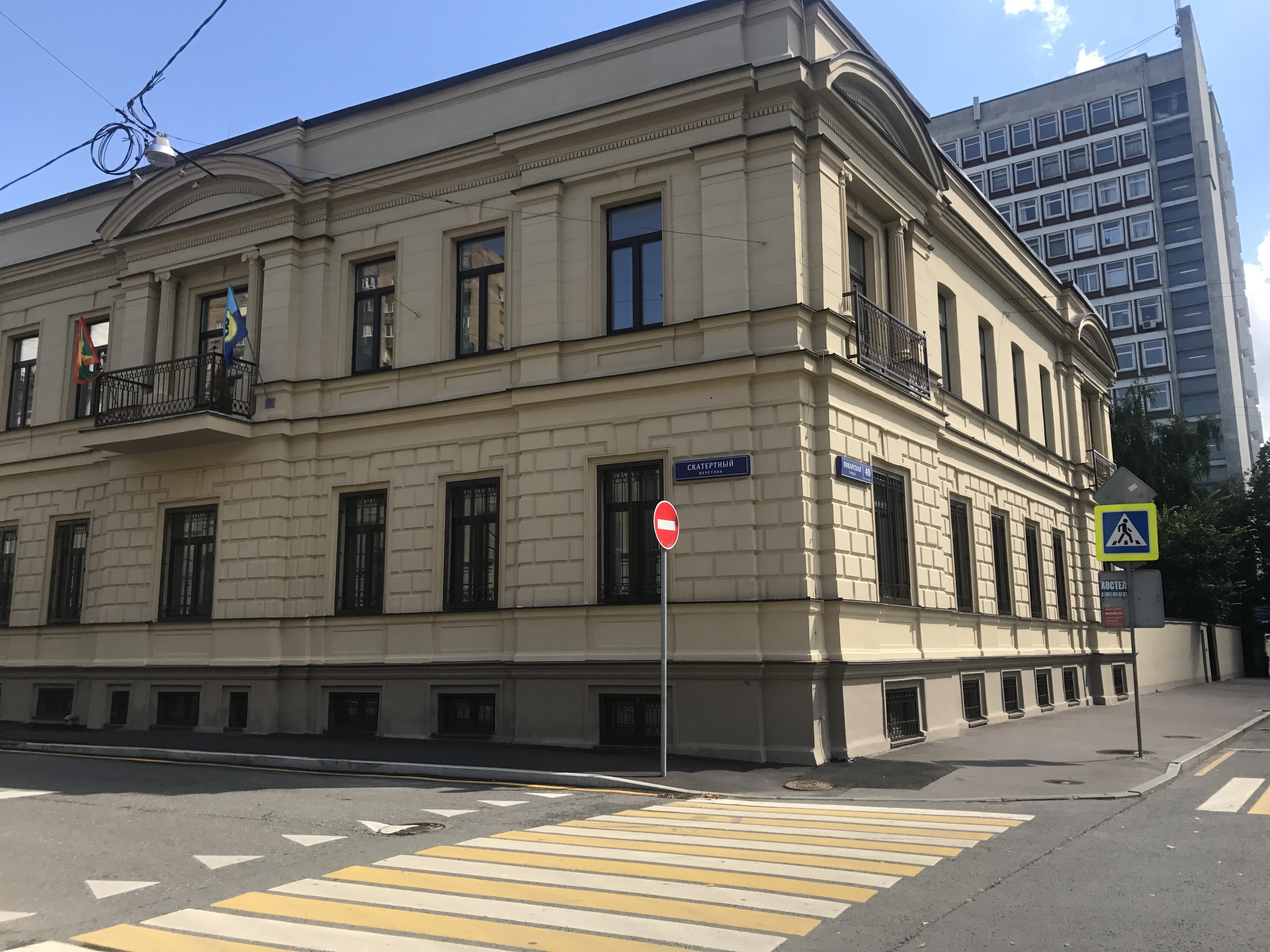
Ambassade à Moscou.
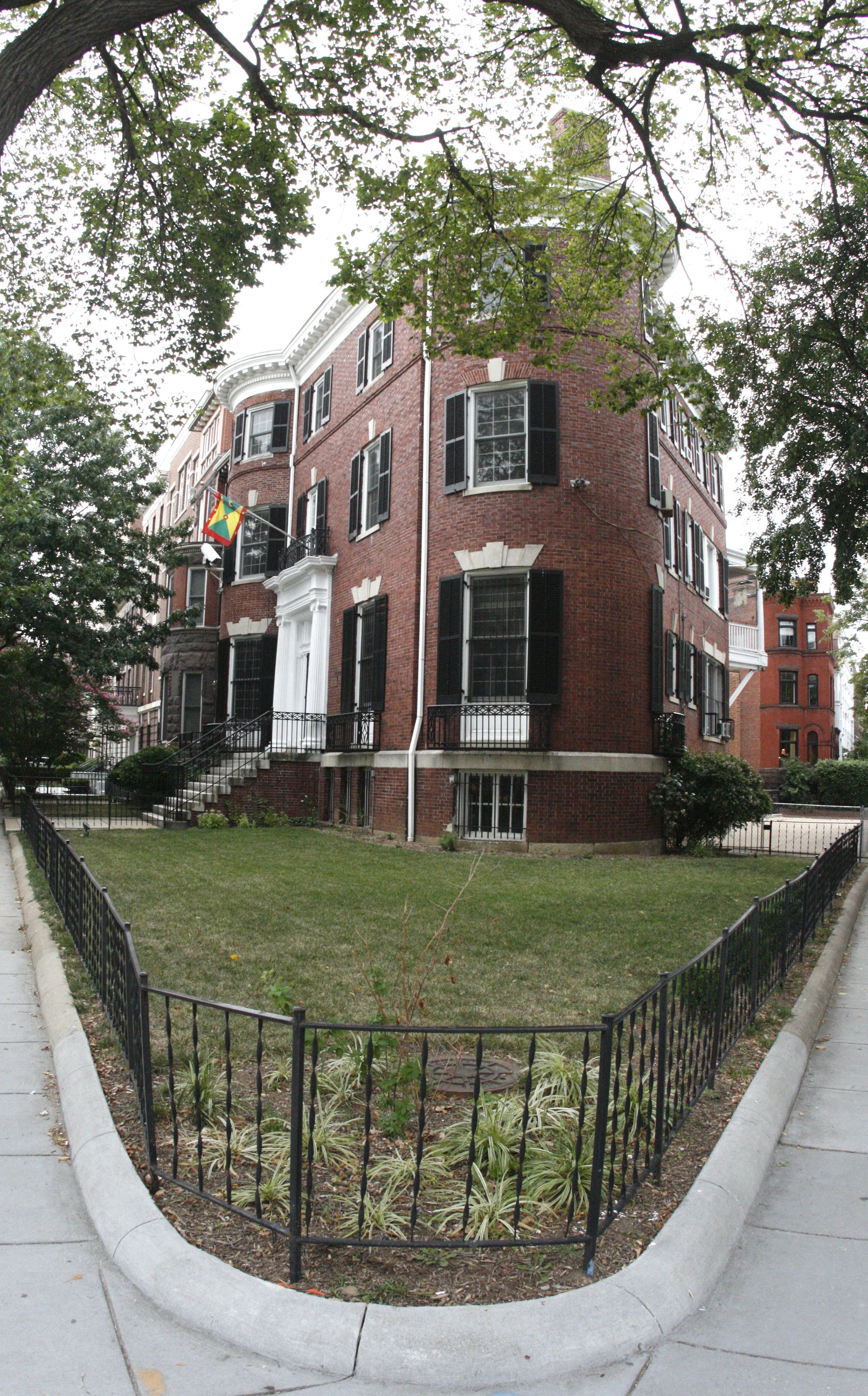
Ambassade à Washington.